# 莫哈马迪
莫哈马迪（Mohammadi），是印度北方邦Kheri县的一个城镇。总人口38427（2001年）。

## 人口
该地2001年总人口38427人，其中男性20419人，女性18008人；0—6岁人口6062人，其中男3113人，女2949人；识字率48.03%，其中男性为52.66%，女性为42.79%。